# سه‌گانگی (فیلم ۱۹۸۹)
سه‌گانگی (به هندی: Tridev) فیلمی است محصول سال ۱۹۸۹ و به کارگردانی راجیو رای است. در این فیلم بازیگرانی همچون نصیرالدین شاه، سانی دئول، جکی شروف، مادهوری دیکشیت، سانجیتا بجلانی، سونام، انوپم کهیر، آمریش پوری، راضا مراد، دالیپ تاهیل، شارات ساکسنا، آنجانا ممتاز و شیکهار سومان ایفای نقش کرده‌اند.